# CHŌKOビースト!!
『CHŌKOビースト!!』（ちょーこ ビースト）は、浅野りんによるファンタジー漫画作品。エニックス社（現スクウェア・エニックス社）刊行の少年漫画誌『月刊少年ガンガン』に1995年から1997年まで連載されていた。単行本は全4巻。2003年新装版としてマッグガーデン社から全4巻で発売された。
連載開始をまたいで『増刊フレッシュガンガン』に主人公の蝶子以外の登場人物が異なる同題名の短編が掲載されていた。それは『ビースト&ビースト 浅野りん短編集』に収録されている。また、連載終了後に発行された『平成バンパイアの逆襲 浅野りん作品集』に書き下ろしとして特別編が掲載されている。

## あらすじ
中学生の弥栄京太は、母の故郷である信州の子毬山にて蝶子と出会う。蝶子は幼い身でありながら自らの精神力を獣の形をとって実体化させることのできる能力の持ち主＝精神獣使いであり、京太は彼女の保護者であった山に棲む天狗から世話役を押し付けられる。そして蝶子の能力を狙う同じ精神獣使いの一族が現れ、京太はそれがもとで起こる数々の騒動に巻き込まれてゆく。

## 登場人物
蝶子（ちょうこ）
弥栄家に引き取られたため、普段は「弥栄 蝶子（やさか ちょうこ）」と名乗るようになってる。精神獣使いの一族の1人で、巨大な精神獣を作り出せる唯一の存在でもある。幼子であることと、生まれたときから山で天狗に育てられたことから、行動が我侭かつ無分別で、いつも京太に迷惑をかけ振り回すが、思いやりのある優しい一面もある。お菓子が大好物で、そのことに関する嗅覚はすさまじい。精神獣は「ガァ」という名前の犬で普段は子犬ほどの大きさだが、住職が呪法を施した数珠を身に着けていないと最大限にパワーが放出され巨大化する。また蝶子が真剣にガァの力を解放しようとしたときは数珠を身に着けていても巨大化させることができる。
弥栄 京太（やさか けいた）
中学2年生で、蝶子の実質的保護者。周囲の人間や蝶子に振り回され受難の日々を送るが、蝶子のことをそれなりに心配している。普段は粗暴だが、年齢の割にしっかりした社交的な性格で、友人が多い。
羽鳥 （はどり）
天狗の双子の兄。楽天的な性格。飄々とした言動で、弟・飛鳥の制止役である。天狗なので超人的な身体能力を持っており、他にも空を飛んだり風を操ったりできる。普段は人間と変わらない姿だが、正体を現すと黒い翼が生え人間の姿のときより能力が上がる。
飛鳥 （ひどり）
天狗の双子の弟。真っ直ぐな性格の熱血漢。蝶子の事を誰よりも思っている。天狗としての能力は羽鳥と同じ。
東山 檀 （ひがしやま まゆみ）
京太の同級生で、蝶子を狙う精神獣使い一族の1人だが、母親は普通の人間であったためか精神獣は出せない。京太のことを「天使の君」と呼び、友人としてとても敬愛している。彼自身は蝶子を狙う意志はないが、姉の楓に蝶子との接触を強要され、京太への友情との板挟みになっている。常に自分の存在価値への不安と罪の意識に苛まれている。
東山 楓 （ひがしやま かえで）
檀の姉で、蝶子を狙う精神獣使い一族の1人。裏設定では大学に通っている。檀と違って精神獣が出せ気も強い。精神獣は鳥。楓はこれをある程度大きく作り出し、乗って移動することができる。
住職 （じゅうしょく）
子毬山の寺の住職。天狗であり、精神獣使いの一族を保護してきた守り神でもある。京太に蝶子を預けた人物。老獪な言動でなかなかの食わせ者。老体ではあるが天狗としての能力は非常に高い。
桂 健 （かつら たける）
蝶子と同じ保育園に通っている。幼児ながらしっかり者で、大人にも物怖じせず対応する。情熱とロマンに溢れ、将来は大冒険家になろうと夢見ている。ガァに惹かれ、その関係で何かと蝶子に付きまとう。
海原（うなばら）
京太の女友達。京太のことは異性として多少意識している様子。騒動にはあまり深入りすることがない。
佐方（さかた）
京太の男友達。海原同様騒動にはあまり深入りしない。いい加減で優柔不断な性格。檀との描き分けのためか、中盤から少し髪型が変わった。
鴉 （からす）
天狗の1人。無表情かつマイペースで掴みどころが無い。
堂上 蜂屋 （どうじょう はちや）
東山姉弟の従兄弟で、蝶子を狙う精神獣使い一族の1人。常に相手の行動の先を読み行動する。年齢は楓と檀の間。精神獣は黒猫。ある程度大きく作りだされると、爪や牙の攻撃はかなり脅威になる。
爺さん （じいさん）
蝶子を狙う精神獣使い一族の頭目。蝶子を狙う真意は彼の中にある。精神獣は一見獅子のようだが、光線も吐く謎の生物。

## 書籍情報
- CHOKOビースト!!1, ISBN 4870251507 (ガンガンコミックス), ISBN 4901926853 (2003, マッグガーデン)
- CHOKOビースト!!2, ISBN 4870251655 (ガンガンコミックス), ISBN 4901926861 (2003, マッグガーデン)
- CHOKOビースト!!3, ISBN 4870251981 (ガンガンコミックス), ISBN 490192687X (2003, マッグガーデン)
- CHOKOビースト!!4, ISBN 4870252198 (ガンガンコミックス), ISBN 4901926888 (2003, マッグガーデン)